# Tristan och Isolde
För andra betydelser, se Tristan och Isolde (olika betydelser).

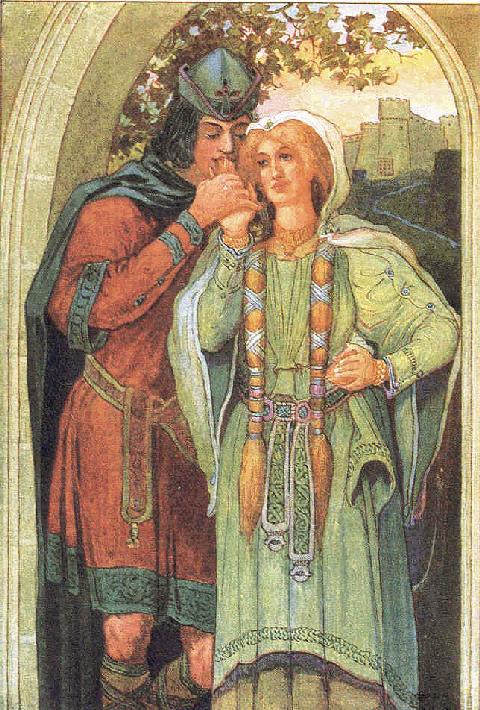
Tristan och Isolde, målning av Louis Rhead

Berättelsen om Tristan och Isolde (Korniska :Tristan ha Yseult)  är en keltisk saga, återberättad av bland andra Marie de France, i genren flyktsagor, som under medeltiden publicerades som en roman breton. Den har senare gett upphov till flera franska versioner, varav den mest kända är den av Thomas d'Angleterre från omkring 1180. Denna version kom i en modern version av Joseph Bédier 1900. Sagan har också bearbetats av Gottfried von Strassburg till den berömda versroman som inspirerade Richard Wagner till sin opera Tristan och Isolde.

## Huvudpersoner
Huvudpersonerna i sagan är den tragiske hjälten och riddaren Tristan (även Tristran eller Tristram) och Isolde (även: Isoud, Iseult, Essyllt, Isylt eller Isolt). Tristan var systerson till kung Mark av Cornwall och en av riddarna av Runda bordet och Isolde var dotter till kungen av Irland.
Tristan eskorterade Isolde för att hon skulle stå brud åt hans morbror och länsherre, men av misstag drack de båda av en kärleksdryck som Isoldes mor anförtrott åt en av hennes tjänarinnor och som var menad åt Isolde och kung Mark. För Isoldes skull sviker Tristan sin plikt som vasall.

## Historisk bakgrund
Den förmodligen ursprungliga keltiska versionen av berättelsen om Tristan och Isolde innehåller inslag som kan ha inhämtats från grekisk mytologi och i efterföljande franska verk varierar fortsättningen på den tragiska kärlekshistorien. Gestalten Tristan och flera andra i berättelsen kan möjligen vara baserade på historiska gestalter.

## Filmatiseringar
Den svenska kortfilmen De vita händerna från 1950 i regi av Rut Hillarp och Mihail Livada är en lyrisk omtolkning av Tristan och Isolde. Även den isländska filmen Korpens skugga bygger på berättelsen om Tristan och Isolde. En amerikansk långfilm med titeln Tristan & Isolde hade premiär 2006.

## Utgåvor på svenska om Tristan och Isolde
- Romanen om Tristan och Isolde (Le roman de Tristan et Iseut), efter olika texter återställd av Joseph Bédier; öfvers. af Mauritz Boheman, 1902, 1922, rev. utgåva 1998
- Johan Mortensen: Tristan och Isolde Tristan och Isolde: en kärlekssaga från medeltiden, 1903
- Joseph Bédier: Tristan och Isolde (Le roman de Tristan et Iseut), översatt av Gunnar Örnulf, 1908, nyöversättning av Lorenz von Numers 1947, senaste utgåva 1988
- Tristan och Isolde, i Världslitteraturen: de stora mästerverken. [9], Medeltidsdiktning, I, 1929
- Sagan om Tristan och Isolde, återberättad av Robert Bossuat, översatt av Nils Holmberg, 1959
- Roger L. Green: "Sir Tristan och den sköna Isolde", i Kung Arthur och hans riddare av Runda Bordet, Nova Förlag 2002.
- Eva Brenckert (text) och Lars Oluf Kolsrud (bild): Tristan och Isolde, Barnens Klassiker, 2004
- Richard Wagner: Tristan och Isolde, översatt av Sven Lenninger 2008, Sven Lenninger Förlag, 2008